# Hercostomus patellitarsis
Hercostomus patellitarsis är en tvåvingeart som först beskrevs av Octave Parent 1934.  Hercostomus patellitarsis ingår i släktet Hercostomus och familjen styltflugor.
Artens utbredningsområde är Zimbabwe. Inga underarter finns listade i Catalogue of Life.